# The Lead
The Lead est un groupe de punk chrétien américain, originaire de Floride. Formé en 1984, le groupe se compose de Julio Rey (chant et guitare), Robbie Christie (batterie et chant), Nina Llopis (basse et chant) et Andy Coyle qui les rejoint à la guitare entre 1989 et 1991.

## Histoire
The Lead fut l'un des premiers groupes de punk-metal chrétien. Leur hardcore est fortement teinté de punk et de metal, les solos de guitare n'étant pas sans rappeler les solos de Cannibal Corpse époque Butchered at Birth. Ils sont l'un des premiers groupes à briser le moule de la musique traditionnelle, chrétienne du début des années 1980. Leur son est fortement influencé par la scène punk rock en Californie du Sud. Leur style de musique change au fil des ans, à partir d'une base de punk pur dans le hardcore et enfin crossover thrash.
Ce groupe est très actif dans les années 1980. Le groupe a joué avec beaucoup de groupes comme Suicidal Tendencies, Dirty Rotten Imbeciles, MDC, Marginal Man, Cynic, Bloodgood, the Crucified, Believer, Whitecross, One Bad Pig, Deliverance, Vengeance Rising, et Crashdog.

## Membres
- Nina Llopis - chant, basse
- Julio Rey - chant, guitare
- Andy Coyle  - chant, guitare
- Robbie Christie  - chant, batterie